# نايل هوغن
نايل هوغن (بالإنجليزية: Niall Hogan) هو جراح وطبيب أيرلندي، ولد في 20 أبريل 1971 في دبلن في جمهورية أيرلندا.

## وصلات خارجية
- نايل هوغن على موقع دوري الرغبي الممتاز (الإنجليزية)
- نايل هوغن عل موقع إسبنسكروم (الإنجليزية)
- نايل هوغن على موقع ItsRugby.co.uk (الإنجليزية)